# خفاش زرد تنومند
خفاش زرد تنومند (نام علمی: Scotophilus robustus) نام یک گونه از تیره خفاش‌ناهیدی است.